# Plaça Salvador Dalí
La plaça Salvador Dalí (en castellà: Plaza de Salvador Dalí) és una plaça ubicada al barri madrileny de Salamanca, davant del Palacio de Deportes de la Comunidad de Madrid.
Inaugurada el 1986, aquesta plaça d'aspecte modern contrasta amb la resta del barri, d'una marcada arquitectura més tradicional. Al centre hi ha una obra fet per Salvador Dalí als 81 anys, formada per un dolmen i una estàtua.